# Dennis Raven
Dennis Raven (Zaandam, 26 de noviembre de 1967) es un deportista neerlandés que compitió en judo. Ganó una medalla de bronce en el Campeonato Europeo de Judo de 1992 en la categoría de +95 kg.
Participó en los Juegos Olímpicos de Barcelona 1992, donde finalizó decimoséptimo en la categoría de +95 kg.

## Palmarés internacional
| Campeonato Europeo | Campeonato Europeo | Campeonato Europeo | Campeonato Europeo |
| Año                | Lugar              | Medalla            | Categoría          |
| ------------------ | ------------------ | ------------------ | ------------------ |
| 1992               | París (Francia)    | Medalla de bronce  | +95 kg             |